# アミニ・シラトル
アミニ・シラトル（Amini Silatolu 1988年9月16日- ）はカリフォルニア州レッドウッドシティ出身の元アメリカンフットボール選手。現役時代のポジションはガード。大学時代はタックルを務めた。

## 経歴

### プロ入りまで
彼の両親は、1985年にトンガからサンフランシスコ・ベイエリアに移民となり、彼もベイエリアで生まれ、成長した。カリフォルニア州トレイシーの高校に進学した。
高校卒業時に、リクルーティングを受けることはなく、サンホアキンデルタカレッジに進学し、オフェンシブタックルとしてプレーした。1年次には10試合に出場、そのうち9試合で先発左ガードとして出場した。2年次にはオールバレーカンファレンス最優秀オフェンシブラインマンに選ばれる活躍を見せた。Rivals.com 、Scout.com から二つ星に評価された彼は、ネバダ大学へ進学したが、学力不足のため2009年にはプレーすることができなかった。
その後彼は、テキサス州ウィチタフォールズにあるNCAAディビジョンIIのミッドウェスタン州立大学に転校し、2010年、ローンスター・カンファレンスの最優秀オフェンシブラインマンに選ばれた。2011年にはディビジョンIIのオールアメリカンファーストチームに選ばれるとともに、カンファレンスの最優秀オフェンシブラインマンに2年連続で選ばれる活躍を見せた。彼は2年間で182回相手をノックアウトし、彼のブロックから43TDが決まった。また、560回のパスプレー中、相手に1.5サックしか許さず、彼がマークするディフェンス選手により、QBにプレッシャーがかかったのも他に1回だけであった。2011年には、チームはレギュラーシーズンを10連勝で終え、チームオフェンスは1試合平均548.2ヤードを獲得、ランで1試合平均327.2ヤードを獲得した。この年、ディビジョンIIの最優秀オフェンシブラインマンに与えられるジーン・アップショー賞の次点となった。
2012年のシニアボウルにミッドウェスタン州立大学の選手として初めて招待されたが、ハムストリングスを痛めていたため、出場はしなかった。この年ディビジョンIIからシニアボウルに招待されたのは、彼の他にはカリフォルニアペンシルベニア大学のリショー・ジョンソンだけであった。
ドラフト前に彼はラリー・アレンやジャーリ・エバンズと比較され、その年の最も期待されるオフェンシブラインマンの1人として期待され、1巡下位から2巡での指名が予想された。

### カロライナ・パンサーズ
2012年のNFLドラフト2巡でカロライナ・パンサーズに指名された。パンサーズがオフェンスラインマンをドラフト1・2巡で指名するのは、2007年のライアン・カリル以来であった。また、ミッドウェスタン州立大学の選手がドラフトで指名されるのは初めてのことであった。NCAAディビジョンII・ローンスター・カンファレンスからの指名された選手としては、1996年のジャーメイン・メイベリー以来の高順位での指名となった。同カンファレンスから最初の2巡で指名された選手は、シラトル、メイベリーの他に1967年にオークランド・レイダースに指名されたジーン・アップショーしかいない。5月11日、パンサーズと4年間490万ドル（200万ドルのサインボーナスを含む）で契約を結んだ。開幕戦から15試合、左ガードとして先発出場、オークランド・レイダース戦で手首を負傷したため、最終週は欠場した。プロフットボール・ウィークリーより、2012年のオールルーキーチームに選ばれている。
2013年10月16日、右ACLの断裂で故障者リスト入りした。
2015年11月26日、左ACLの断裂で故障者リスト入りした。この年チームは第50回スーパーボウルに進出したがデンバー・ブロンコスに10-24で敗れた。

### シカゴ・ベアーズ
2016年7月20日、シカゴ・ベアーズと契約を結んだが、9月5日に解雇された。

### カロライナ・パンサーズへの復帰
2017年2月17日、カロライナ・パンサーズと契約を結んだ。この年先発3試合を含む14試合に出場した。
2018年3月26日、パンサーズと再契約を結んだ。8月7日、左膝の手術が必要となる負傷を負った。同年12月7日、故障者リスト入りした。